# Marcin Bronikowski

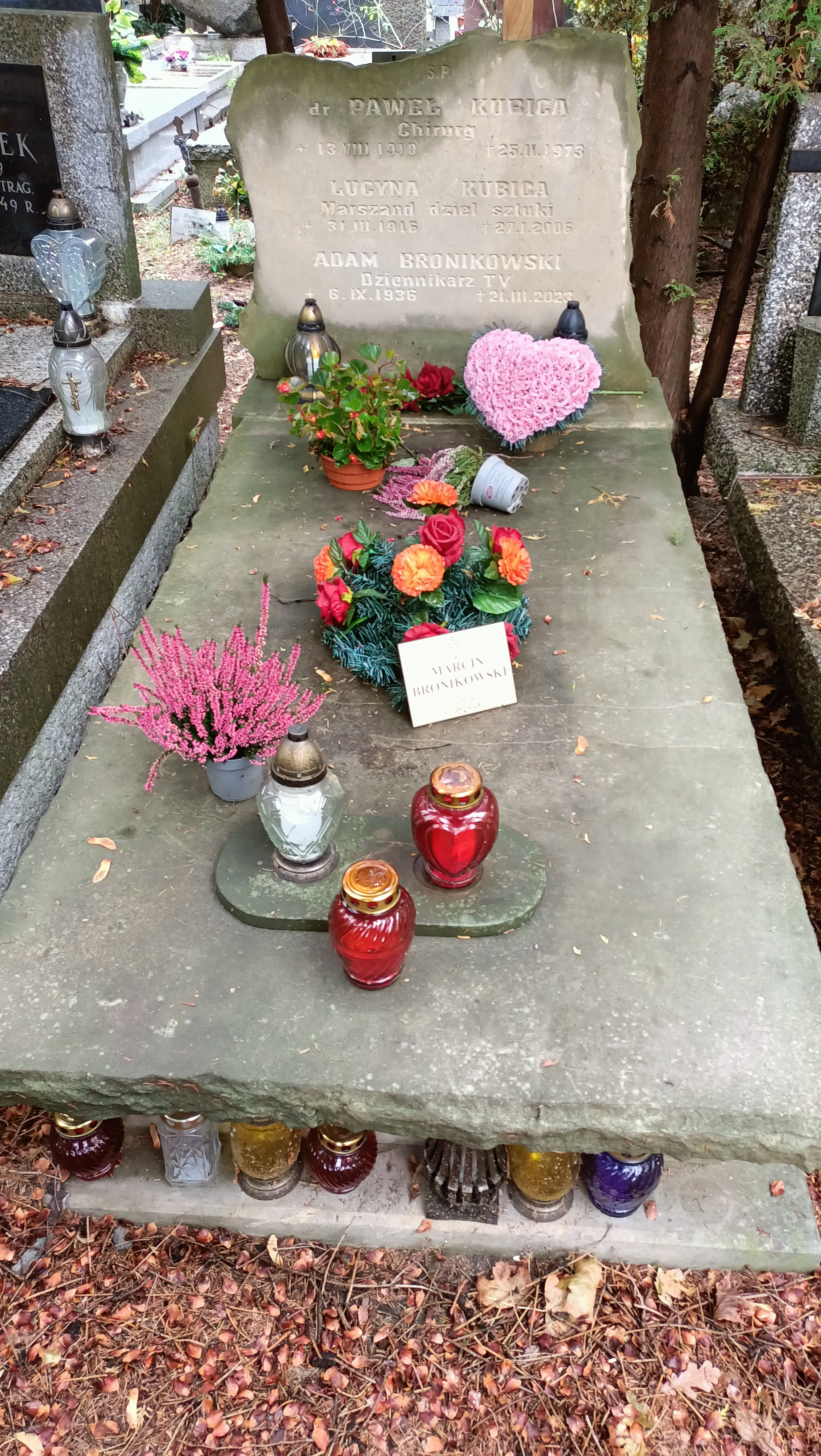
Grób Marcina Bronikowskiego na cmentarzu Wojskowym na Powązkach

Marcin Tomasz Bronikowski (ur. 28 maja 1968 w Warszawie, zm. 29 lutego 2024 w Albanii) – polski śpiewak operowy, baryton. Syn dziennikarza TVP Adama Bronikowskiego.

## Życiorys
Ukończył Liceum Muzyczne im. Karola Szymanowskiego w Warszawie (klasa trąbki), a w 1992 uzyskał dyplom z wyróżnieniem i tytuł magistra sztuki w Konserwatorium Muzycznym w Sofii (Bułgaria), w klasie śpiewu solowego i aktorstwa profesora Rusko Ruskova (1934-2015).
W 1994 zadebiutował w Teatrze Wielkim – Operze Narodowej w Warszawie partią Alberta w Wertherze Julesa Masseneta. Na tej scenie zaśpiewał ponadto w Carmen Georges’a Bizeta (Escamillo), Traviacie Giuseppe Verdiego (Giorgio Germont), Łucji z Lammermoor Gaetano Donizettiego (Enrico Ashton) oraz jako tytułowy Eugeniusz Oniegin Piotra Czajkowskiego.
Występował na scenach operowych i filharmonicznych w Polsce: Teatr Wielki w Poznaniu, Opera Krakowska, Filharmonia Narodowa w Warszawie, NOSPR, Studio Koncertowe PR im. Witolda Lutosławskiego w Warszawie, Filharmonia we Wrocławiu, Filharmonia w Bydgoszczy, Filharmonia w Rzeszowie oraz Opera i Filharmonia Podlaska w Białymstoku i za granicą: m.in. La Scala, Royal Opera House Covent Garden w Londynie, New Zealand Opera w Auckland, Opera North w Leeds, Teatro Argentino w La Plata, Teatro Verdi w Trieście.
Zmarł nagle 29 lutego 2024 podczas podróży po Albanii. Został pochowany na cmentarzu wojskowym na Powązkach w Warszawie. W 2024 został pośmiertnie odznaczony Złotym Krzyżem Zasługi.

## Wiodące role
| Tytuł                | Kompozytor          | Rola             | Miejsce                                                             | Rok       |
| -------------------- | ------------------- | ---------------- | ------------------------------------------------------------------- | --------- |
| Carmen               | Georges Bizet       | Escamillo        | Trondheim Symfoniorkester                                           | 2014      |
| Cavalleria rusticana | Pietro Mascagni     | Alfio            | New Zealand Opera, Auckland                                         | 2011      |
| Don Pasquale         | Gaetano Donizetti   | Dottor Malatesta | AGAO, Pamplona                                                      | 2015      |
| Eugene Onegin        | Piotr Czajkowski    | Eugene Onegin    | Teatro Argentino, La Plata                                          | 2011      |
| Faust                | Charles Gounod      | Valentin         | Opera North, Leeds                                                  | 2012      |
| Król Roger           | Karol Szymanowski   | Król Roger       | Festival Amazonas de Ópera, Manaus                                  | 2013      |
| La Cenerentola       | Gioacchino Rossini  | Dandini          | Royal Opera House Covent Garden, Londyn New Zealand Opera, Auckland | 2000 2015 |
| La Traviata          | Giuseppe Verdi      | Giorgio Germont  | Teatr Wielki – Opera Narodowa, Warszawa                             | 2015      |
| La boheme            | Giacomo Puccini     | Marcello         | Oper Leipzig                                                        | 2015      |
| Madama Butterfly     | Giacomo Puccini     | Sharpless        | Scottish Opera, Glasgow                                             | 2014      |
| Pagliacci            | Ruggero Leoncavallo | Silvio           | New Zealand Opera, Auckland                                         | 2011      |
| Werther              | Jules Massenet      | Albert           | Teatr Wielki, Poznań                                                | 2013      |

## Nagrody
- 1992: I nagroda i wyróżnienie na konkursie Juliana Gayarre w Pampelunie (Hiszpania)
- 1992: I nagroda na konkursie wokalnym w Bilbao (Hiszpania)[23]
- 1992: III nagroda na I Międzynarodowym Konkursie Wokalnym im. Stanisława Moniuszki w Warszawie
- 1999: I nagroda na konkursie Miriam Helin w Helsinkach (Finlandia)
- 1994: III nagroda na konkursie UNISA w Pretorii (RPA),
- 1991: III nagroda na konkursie wokalnym w Vèrvièrs (Belgia)
- 1996: finalista w konkursie Leonarda Bernsteina w Jerozolimie (Izrael)
- 1993: wyróżnienie w konkursie Cardiff Singers of The World w Cardiff (Walia).
- 2013: laureat „Honorowego Srebrnego Asa” za zasługi dla kultury polskiej za granicą[24]
- 2010: laureat „Honorowej Perły 2010”, przyznawanej przez miesięcznik „Polish Market”, wręczonej przez Przewodniczącego Parlamentu Europejskiego – profesora Jerzego Buzka „za propagowanie polskiej muzyki na największych scenach operowych świata"[25]
- 2013: laureat Nagrody Miasta Stołecznego Warszawy za szczególne zasługi dla miasta[26]

## Dyskografia
- Donizetti  Maria Stuarda (rola Lord Cecil) z Bayerischer Rundfunk w Monachium dla wytwórni  Nightingale - Szwajcaria 2000
- Donizetti  Il Paria (Zarete) dla wytwórni  Bongiovanni - Bologna 2001
- Meyerbeer Les Huguenots  (Le Comte de Nevèrs) dla wytwórni Dynamic w ramach festiwalu w Martina Franca 2002
- Dvořak Jacobin (Bohuš) dla WDR Kolonia 2003
- Rediscovering Forgotten Masterpieces – pieśni Karłowicza i Bairda dla JBRecords 2014